# آخوریان (رود)
رود آخوریان یا آرپاچای (ارمنی: Ախուրյան; ترکی استانبولی: Arpaçay) رودی است در کشور ارمنستان که در استان شیراک جریان دارد که از دریاچه آرپی سرچشمه می‌گیرد در ادامه قسمتی از مرز ارمنستان و ترکیه را تشکیل میدهد و به رود ارس می‌ریزد. طول آن ۱۸۶ کیلومتر (۱۱۶ مایل) و مساحت حوضه آبریز (دبی) آن ۹۶۷۰ کیلومتر مربع می‌باشد. 
تاریخچه:
زمانی که ارتش بیزانس در سال ۱۰۴۱ به استان شیراک رسید، اشراف محلی ارمنی (ناخارار) به فرماندهی ژنرال وهرام پهلوونی بر ضد آنها متحد شدند. سپس پهلوونی بدنه‌ای متشکل از ۳۰۰۰۰ پیاده و ۲۰۰۰۰ سواره نظام برگزید و سه لشکر تشکیل داد که با لشکریان بیزانس جنگیدند.

## نگارخانه

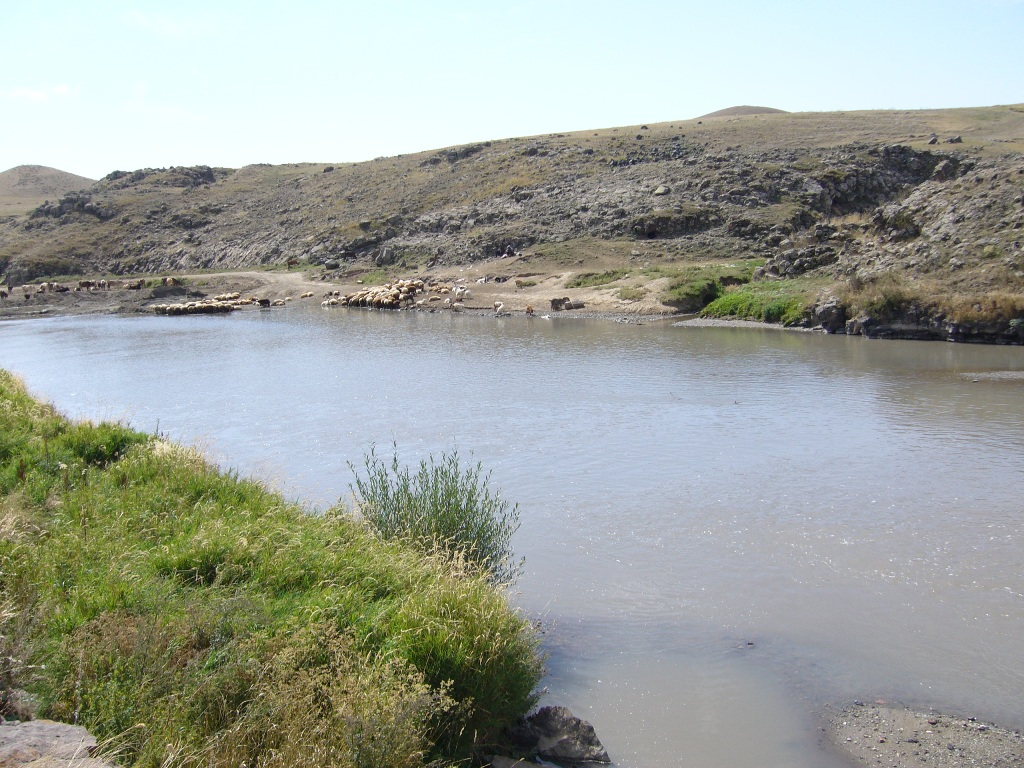
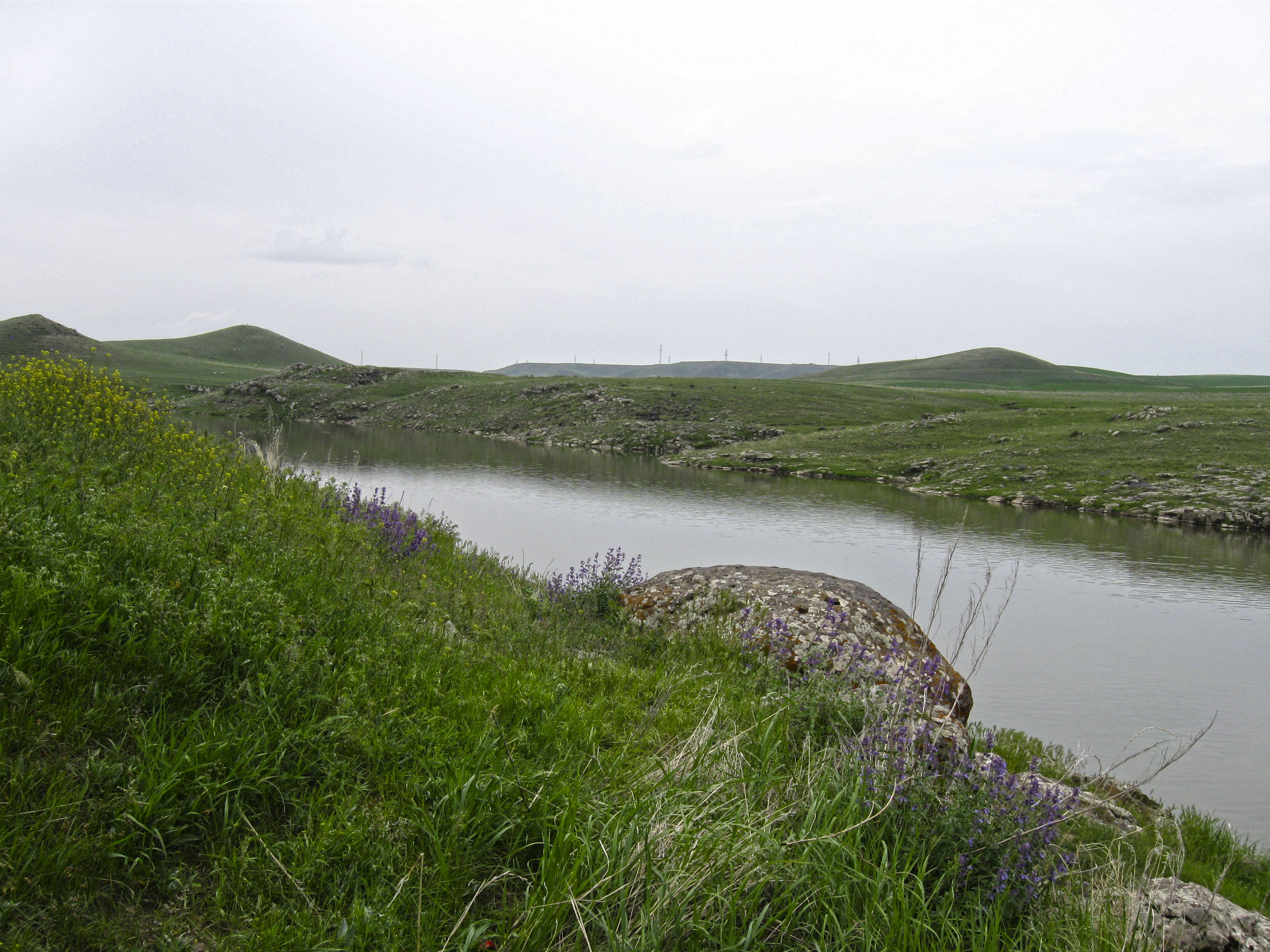
رود آخوریان
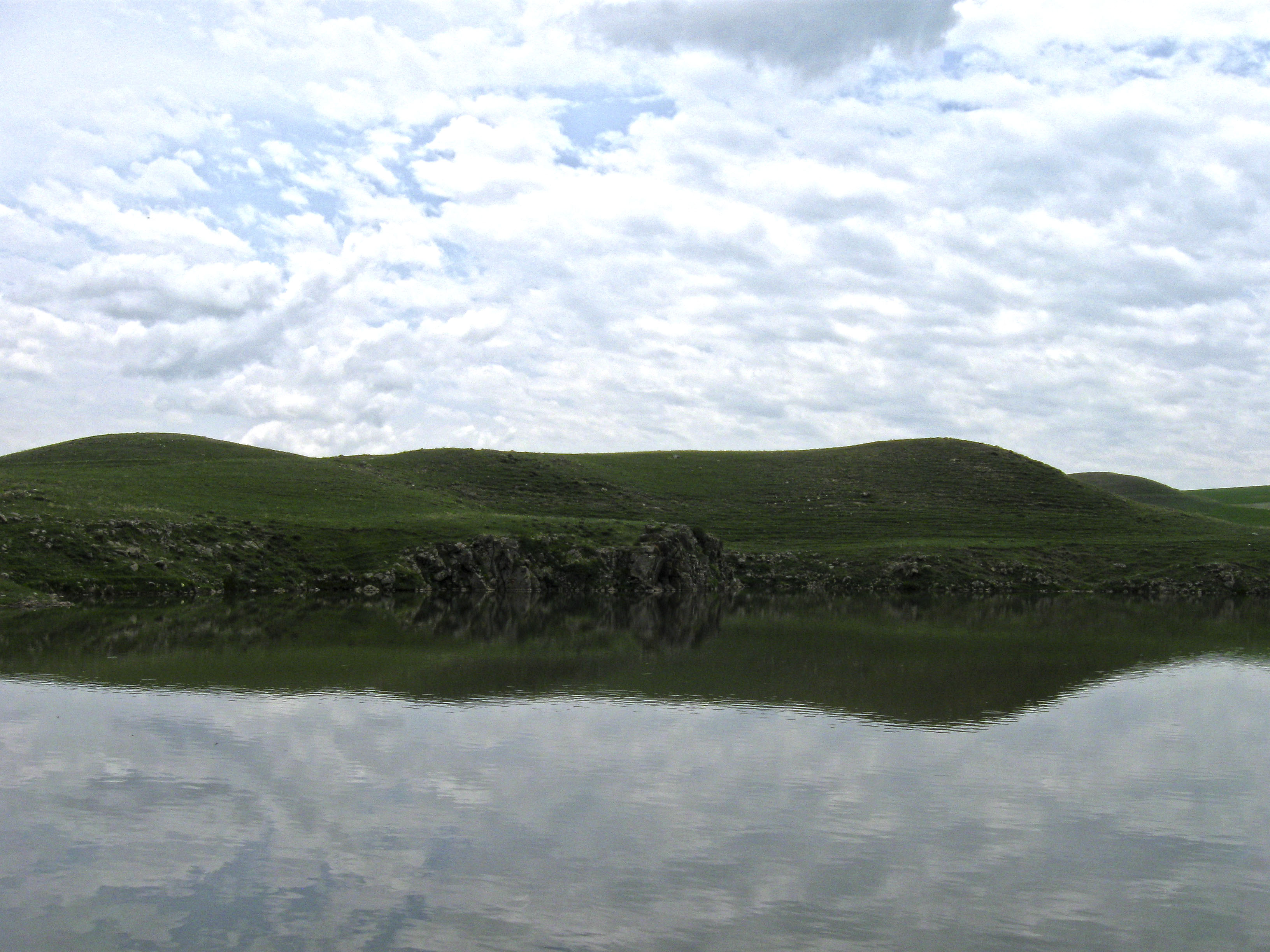
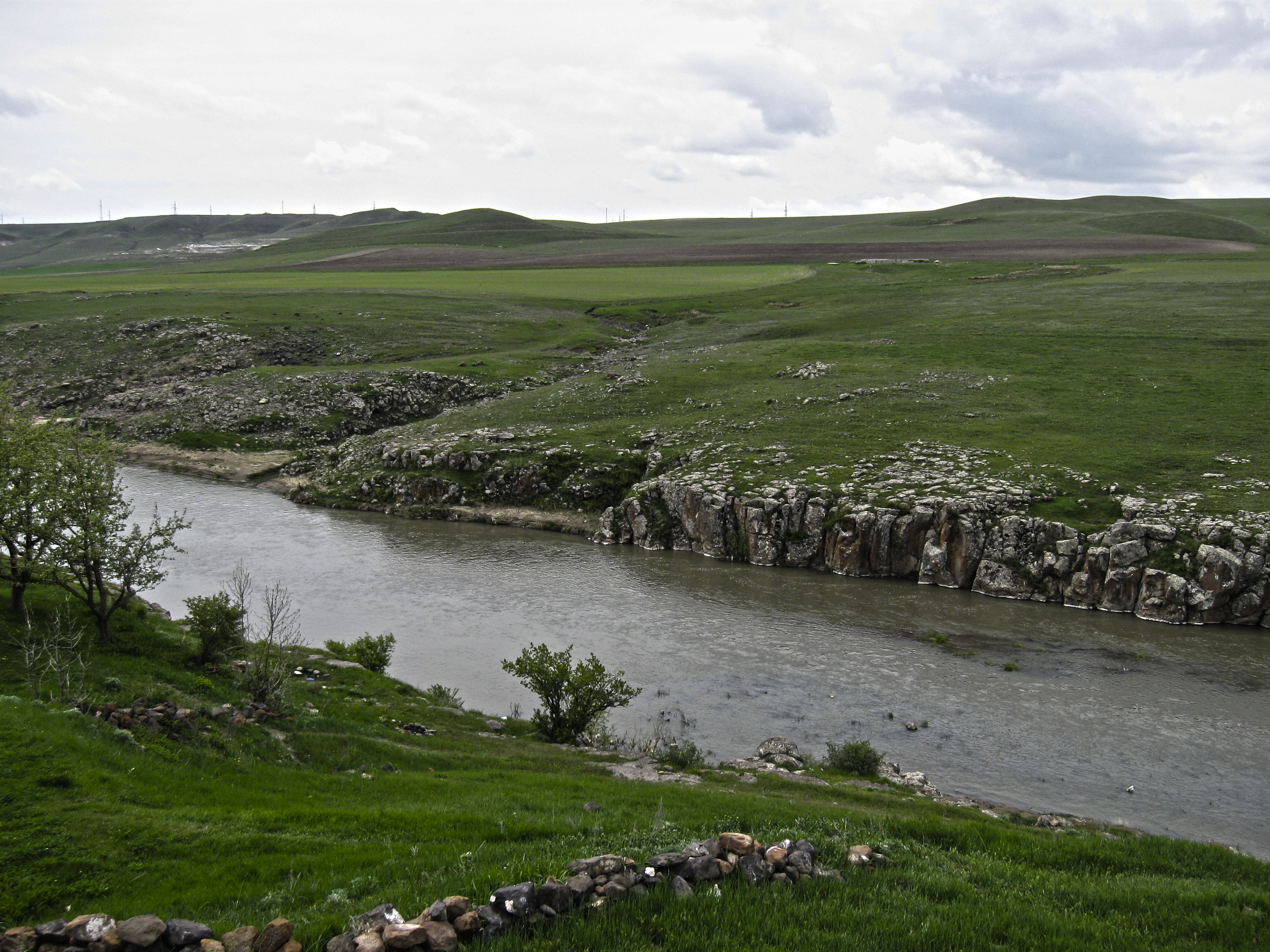
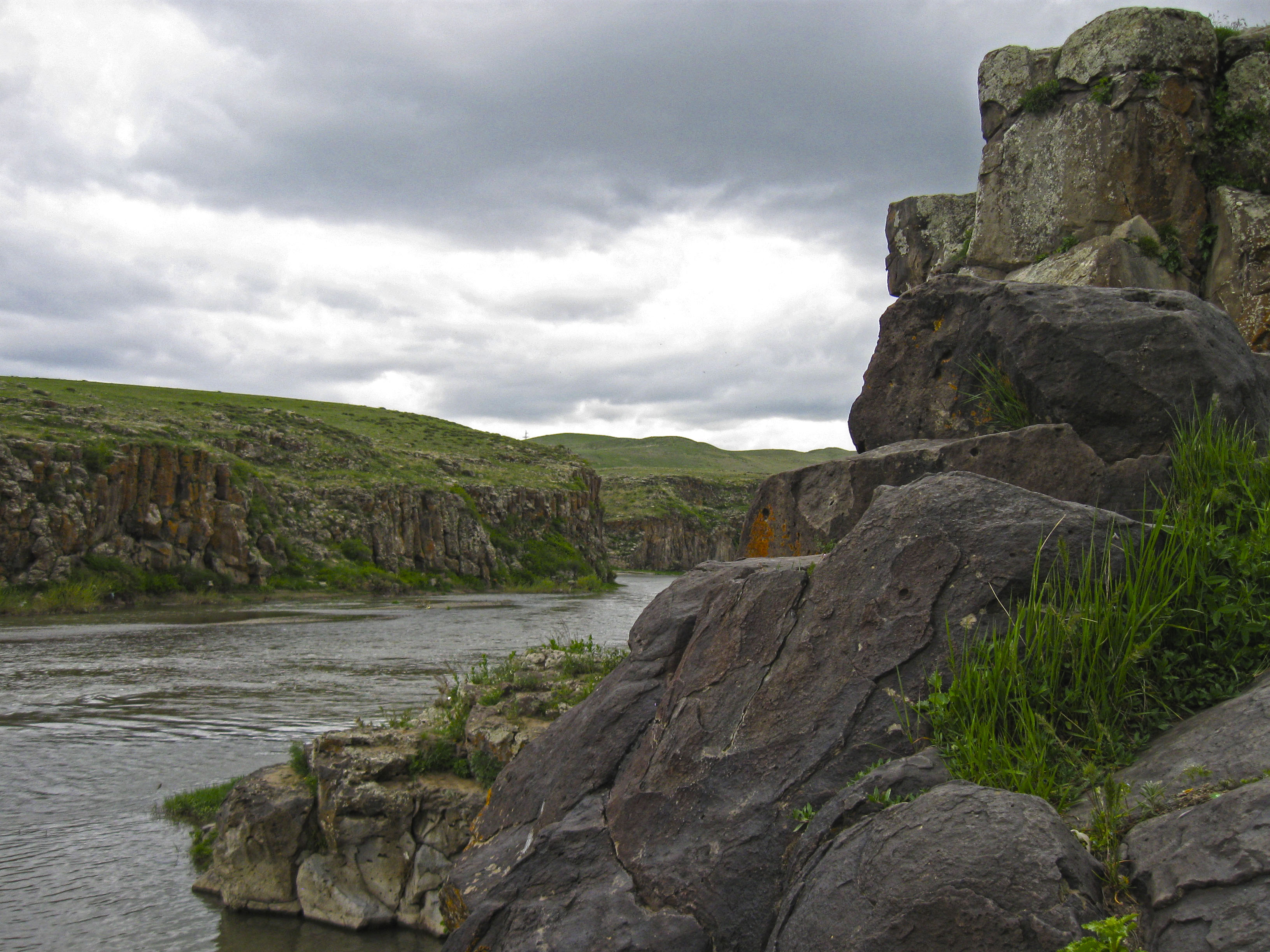
دریاچه آخوریان
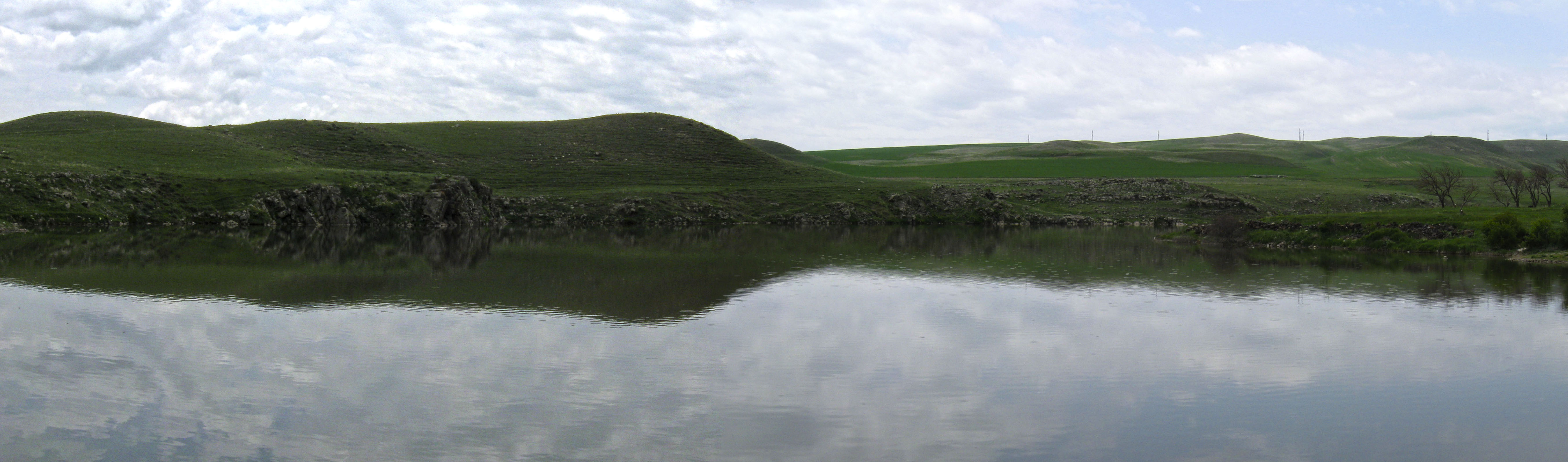
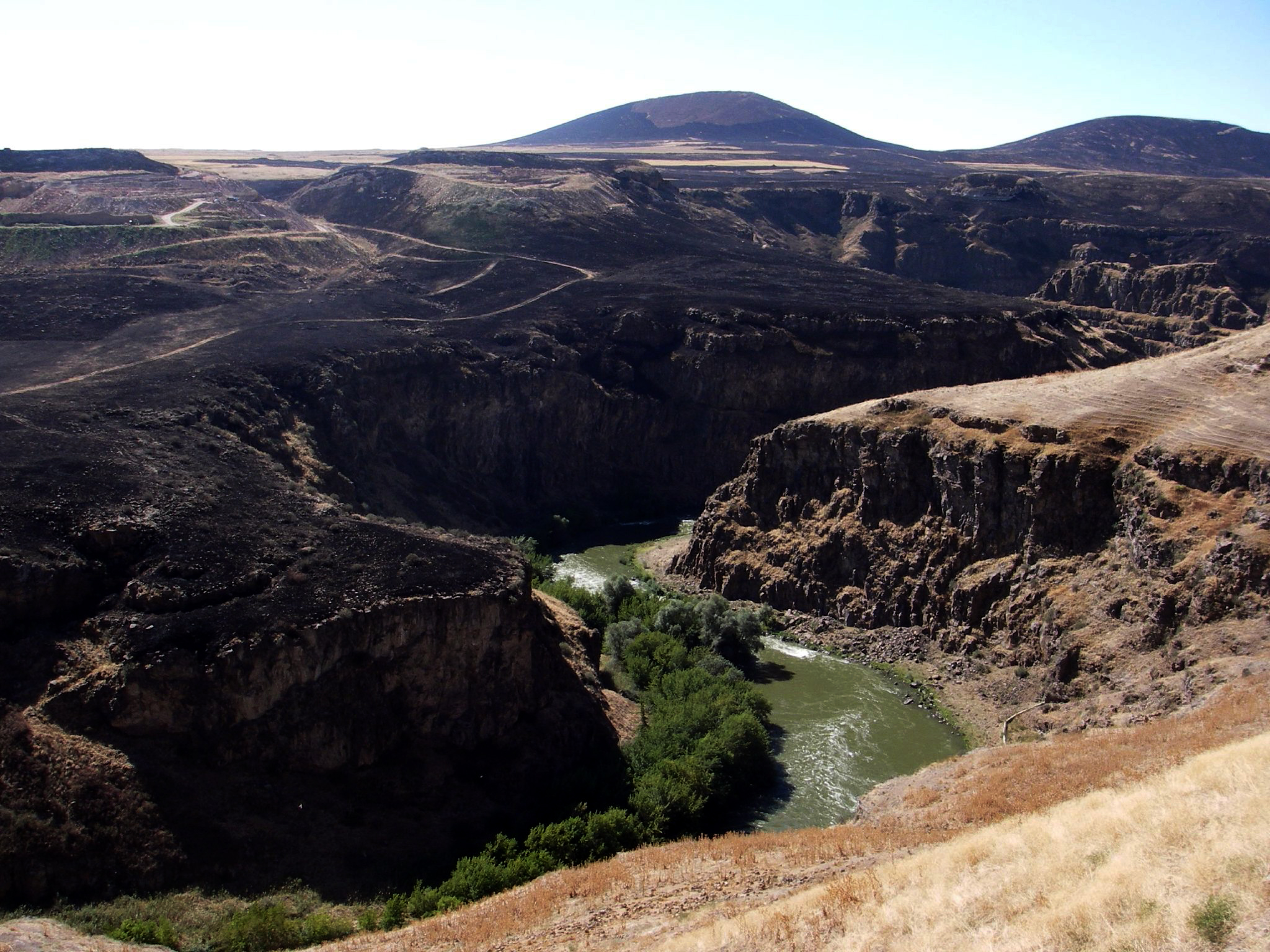
رود آخوریان نمایی از پایتخت باستانی ارمنستان آنی (شهر باستانی) در ترکیه.